# Jie de Xia
El Rei Jie (xinès tradicional: 桀, xinès simplificat: 桀, pinyin: Jié 1728-1675 aEC) va ser el dissetè i últim governant de la dinastia Xia de la història xinesa. Ell és tradicionalment considerat com un tirà i opressor que va ocasionar el col·lapse d'una dinastia. Al voltant del 1600 aEC Jie va ser derrotat per Shang Tang, portant a la fi de la Dinastia Xia, que va durar uns 500 anys, i al naixement de la nova Dinastia Shang.

## Inicis
Jie (桀) és generalment conegut com a Xia Jie (夏桀) o Jie de Xia. El seu nom atorgat era Lü Gui (履癸). Jie ascendí al tron l'any del Renchen (壬辰).
Inicialment, la seva capital va estar a Zhenxun (斟鄩). Ell hi va viure allí durant tres anys i va construir el seu palau inclinat (傾宮).